# ツタンカーメン
ツタンカーメン（翻字: twt-ꜥnḫ-ı͗mn, エジプト語英語化: Tutankhamun, Tutankhamen, King Tut, ? - 紀元前1327年頃）は、古代エジプト第18王朝のファラオ（在位: 紀元前1336年頃 - 紀元前1327年頃）。より厳密な表記では、トゥトアンクアメン。エジプト新王国時代、第18王朝末期の最後の直系王族である。若くして亡くなった悲劇の少年王として、また副葬品などがほとんど完全な形で発見された王として、エジプトのファラオの中で最も人々に親しまれている。
ツタンカーメンは8歳か9歳の時に即位した。このため実権は、内政は親戚関係にある大臣であり、最終的に後継者となる宰相（摂政）アイ、外政においては将軍ホルエムヘブに握られていた。王妃は異母姉のアンケセナーメンであった。彼は9年（10年）の治世、16 - 19歳（18歳）の若さで亡くなった。
ツタンカーメンは在位期間の短さ、および後世の王名表などから名前が削除されていたことにより人々にほとんど知られていなかった。しかし、1922年にハワード・カーターが、彼のパトロンであるカーナヴォン伯ジョージ・ハーバートによる資金援助で行われた発掘調査にて、ほぼ無傷なツタンカーメンの墓を発見し、世界中の注目を浴びたことでツタンカーメンは非常に有名になった。5,000点以上の遺物が出土したことで古代エジプトへの関心が再び高まり、現在カイロ博物館に所蔵されているツタンカーメンのマスクは、今でも同館のシンボルの一つとなっている。また、ツタンカーメンのミイラの発見に関わった数人の人物の突然の死は、ファラオの呪いのせいだとする噂がまことしやかにささやかれた。ツタンカーメンの副葬品は、1961年以降、ヨーロッパや北米、オーストラリアなどの美術館に貸し出し展示されている。日本では1965年に東京国立博物館のほか京都市、福岡市で、2012年には上野の森美術館などで展示された。

## 人物

### 家族
ツタンカーメンの家族については、彼の生きたアマルナ時代の記録が異端として、ほとんど後世に抹消されてしまったため、正確な事実は不明であり、諸説ある。ここでは、最も有力である説を主体に、他の説もできる限り記す。

#### 両親
ツタンカーメンの父はアクエンアテン、母は父親の実妹である若い方の淑女。乳母はサッカラに墓があるマイアと呼ばれる女性であった。
2008年から10年にかけて、ザヒ・ハワスを含めたカイロ大学の研究チームにより、ツタンカーメンをはじめとする、新王国時代の王族と考えられる人々のミイラの遺伝子解析が行われた。なお、ハワスなど多くのエジプト学者は、様々な証拠から、DNA鑑定の以前より、ツタンカーメンの父はアクエンアテンである可能性が非常に高いと見ていた。
鑑定の結果、KV55に埋葬されている人物は35歳から45歳ほどで死亡したことがわかり、碑文の内容とも合わせて、確かにアクエンアテンであり、ツタンカーメンの父親であることがほぼ確定した。アクエンアテンがツタンカーメンの父親である可能性は、99.99999981%であったという。今まではKV55のミイラは死亡年齢が25歳だと思われていたため、即位前に2人の娘がおり、さらに即位17年を数えたアクエンアテンではなく、謎の人物であるスメンクカーラーではないかとされていた。しかし、改めてCTスキャンを実行したところ、膝と腰に関節炎を患っていたことが判明したので、40歳前後に死去しただろうと分かり、年齢の面での問題が解決したという。また、KV35から発見された名前不明の女性のミイラKV35YL（若い方の淑女）は、ツタンカーメンの母親であるだけでなく、KV55のミイラの妹であることも判明した。
しかし異説もあり、マーク・ガボルデ（en）やエイダン・ドドソン（en）などの一部の研究者は、ツタンカーメンの母親は若い方の淑女ではなく、ネフェルティティであると主張している。彼らはサンプルの古さや汚染の可能性を考えてDNA鑑定の正確性を疑問視し、鑑定結果に不確実性が含まれているのではないかと別の解釈を行った。彼らの解釈では、遺伝子に関係があるのは、彼らが兄妹であることが理由なのではなく、3世代以上にわたる近親交配の結果であり、ネフェルティティはアクエンアテンの従兄妹であるというようにも取れるとしている。また、ツタンカーメンの父はアメンホテプ3世やスメンクカーラーであるという異説も過去にあった。
さらに他の異説として、ツタンカーメンの母はアクエンアテン妃ネフェルティティや、その次女メリトアテン、あるいはアクエンアテンの第2の王妃であったキヤなどではないかともされているが、メリトアテンは死亡時10歳ほどであったことが判明しているため可能性は低いと考えられている。ハワスは2010年に、この説を明確に否定している。
ハワスは、ツタンカーメンの両親を特定するために、DNA鑑定以前にもヘルモポリスから出土した石碑の断片を探すなどの調査を行っていた。この石碑は、ドイツの調査団のギュンター・ローダー（de）らによる発掘（1929年 - 1939年）の際に既に発見され、1969年に内容が発表されていた。この碑文では、ツタンカーメン（ここではまだトゥトアンクアテン）は名称不明の王の息子であるとされており、「王の体から来たりし王子、彼に愛された、トゥトアンクアテン」との記述が読み取れた。この碑文からは、ひどく破損していたものの「王の体より来たりし王女,二つの土地の支配者たる王の願望、アンクエスエンパーアテン」との記述も読み取れた。
この碑文は、ツタンカーメンがアクエンアテンの娘であるアンケセナーメンとともに、息子として言及されているので、アクエンアテンがツタンカーメンの父親であることも示しているとされる。また、ツタンカーメンがアケトアテン（テル・エル・アマルナ）出身であることを示す数少ない証拠の一つでもある。

#### 兄弟姉妹
彼には少なくとも6人の姉妹がいたとされる。メリトアテン、メケトアテン、ネフェルネフェルウアテン・タシェリト、ネフェルネフェルウラー、セテプエンラー、そしてアンケセンパーテン（アンケセナーメン）である。
なお、アクエンアテンの共同統治者であり、アクエンアテンの長女であるメリトアテンと結婚したスメンクカーラーが、ツタンカーメンとどのような血縁関係を持つかどうかは不明であり、アクエンアテンの息子か、ネフェルティティの別名かといった説がある。松本(1994)は、ツタンカーメンはアクエンアテンの弟であり、スメンクカーラーの弟でもある説を紹介する。

#### 妻・子女

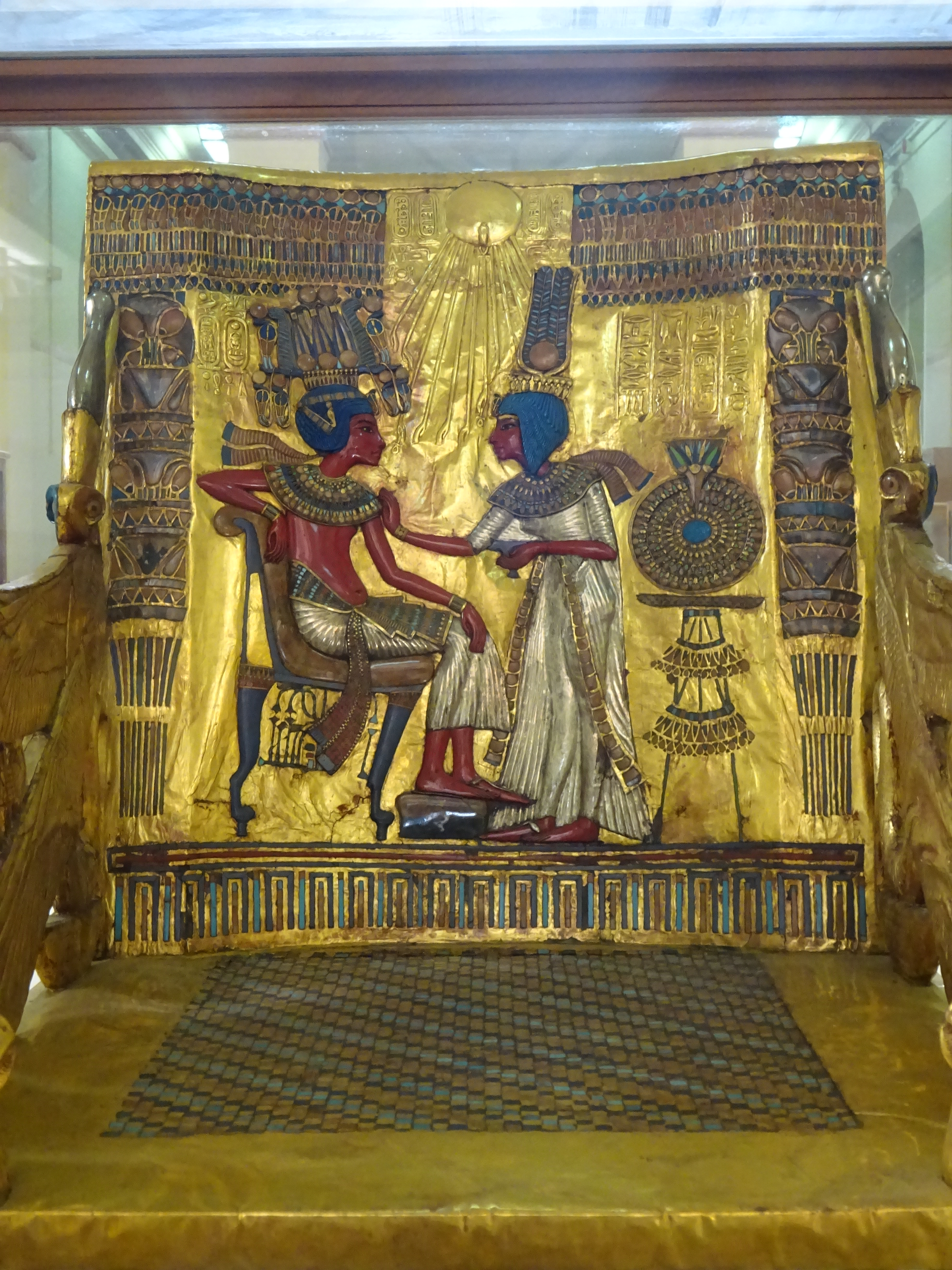
ツタンカーメンとアンケセナーメン（カイロ博物館蔵）

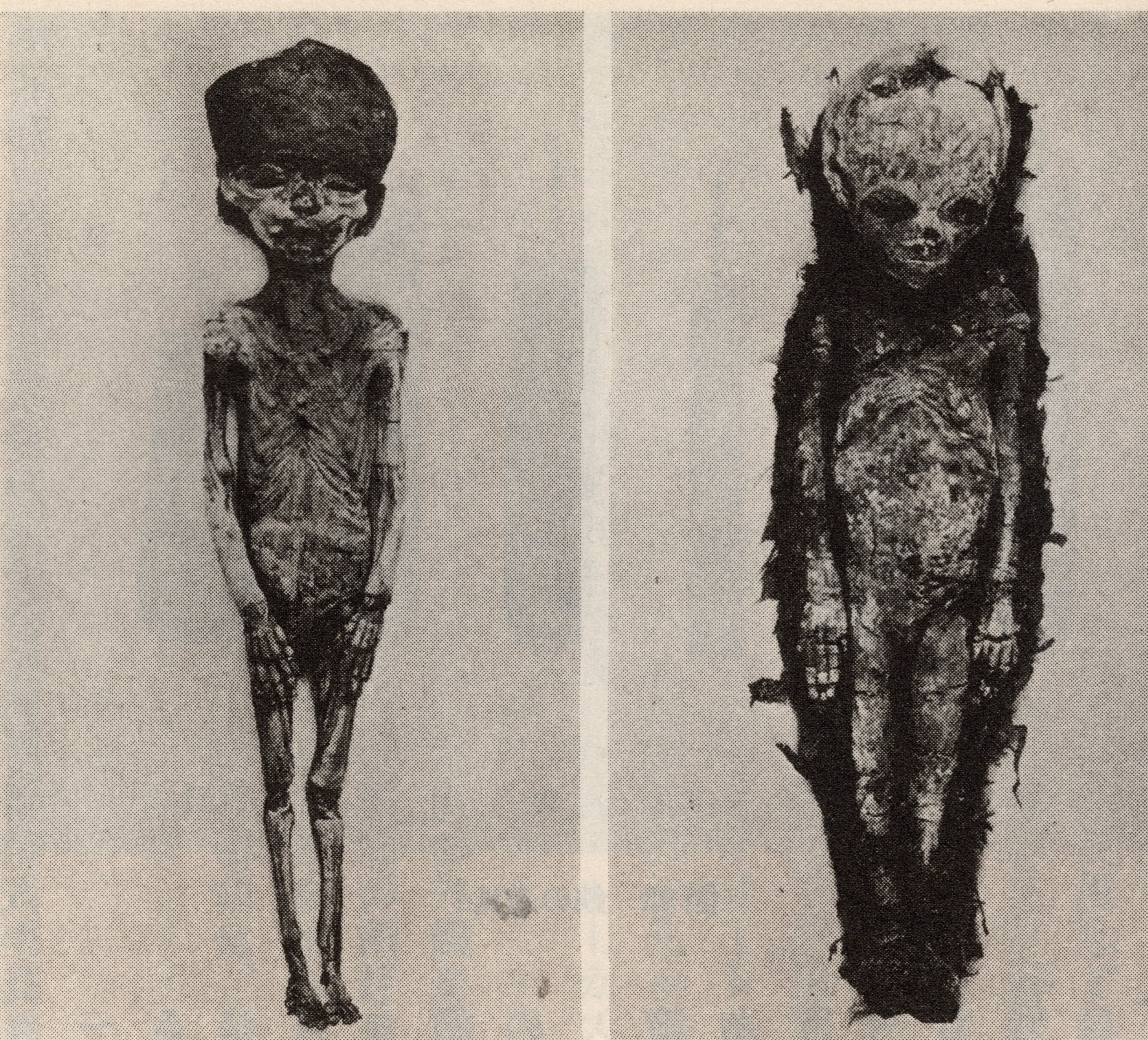
ツタンカーメンの子供である胎児317aと317bのミイラ

ツタンカーメンは王になると、異母姉のアンケセナーメンと結婚した。吉村(1984)などが提唱する一説によると、彼女との夫婦仲は良かったとされる。ツタンカーメンとアンケセナーメンに子供がいたことを示す直接的な資料はないが、ツタンカーメンの墓から発見された2体のミイラ化した胎児317aと317bは、2010年2月に行われたDNA鑑定の結果、ほぼ間違いなくツタンカーメンの娘であることが判明した。2011年に発表されたコンピューター断層撮影による研究では、一人は妊娠5か月で、もう一人は妊娠7月であった。なお、彼の妻であるアンケセナーメンはKV21の女性ミイラKV21Aであると考えられている。

#### その他

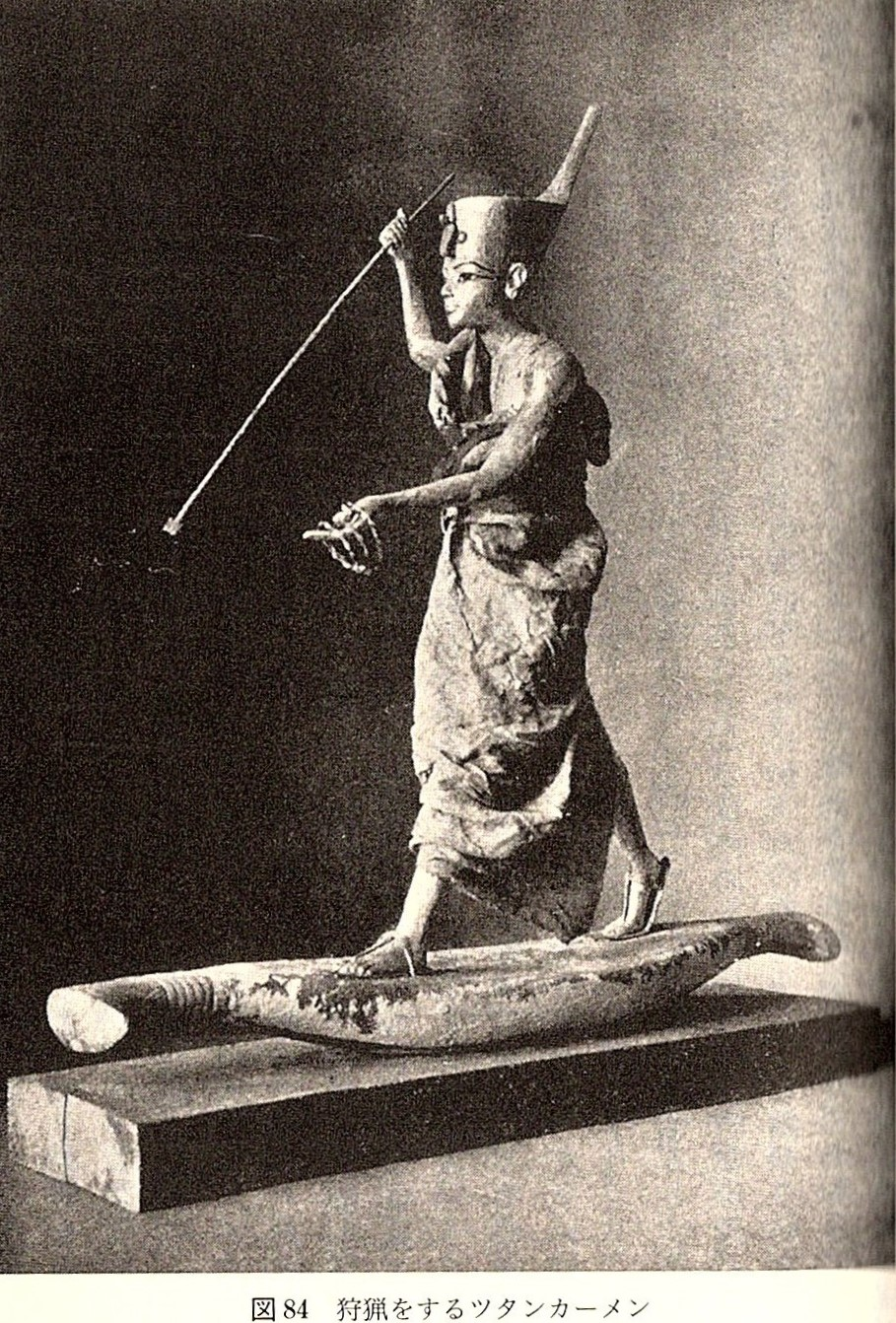
狩猟をするツタンカーメンの像

ツタンカーメン王墓の副葬品に描かれている絵画などの諸資料から、ツタンカーメンとアンケセナーメン夫妻は比較的自由な生活をしていたとされる。ツタンカーメンは優しい性格で、さらに知的で活発であり、特に狩りを好み、しばしばアンケセナーメンを伴って鳥狩りなどをしたとされる。

## 治世

### 業績
ツタンカーメンは8歳から9歳の時に、「神の父（it netjer）」の称号を持つ宰相アイと将軍ホルエムヘブの下で王位に就いてファラオとなった。幼い王はその幼さゆえに、両者の圧力に強く影響されたと考えられており、治世3年か4年の時、両者の助言によってアメン信仰の再興に踏み切った。

#### 古き信仰への回帰
ツタンカーメンは、アクエンアテンの時代には、唯一神アテン信仰が説かれていたため「トゥトアンクアテン」と名乗っていたが、テーベの守護神であるアメン の伝統的な信仰を復活させ、「トゥトアンクアメン」（「アメン神の生ける似姿」の意）と改名した。王妃アンクエスエンパーアテンもまた同様に「アンクエスエンアメン（アンケセナーメン）」へと改名した。さらに、首都をアケトアテン（テル・エル・アマルナ）からメンフィスに移した。彼は主神をアテンからアメンに変え、これまでの一神教から多神教に戻した。この信仰復興により、混乱していた世の中は静まりを見せた。
彼のファラオとしての最初の行動は、アクエンアテンをアマルナから王家の谷に再埋葬することだった。エジプトでは葬儀を主催する者が次の統治者であるという慣習があるため、この行動によりツタンカーメンの王権は強化された。また、最高の金属や石を使って神々の新しい像を作り、最高級のレバノンスギを使って新しい行列用の車を作り、金や銀で装飾した。神官とそれに付き添う踊り子、歌い手、侍者たちはその地位を回復し、将来を保証するために王室による保護令が出されたとされる。

ツタンカーメンの下で行われた政策を示している最も大きな実証は、後にホルエムヘブに奪われ、カルナックで発見された「復古の碑（Stele of restoration）」である。
そこには、アテンの下でのエジプトの衰退が記されており、ツタンカーメンはアメンをはじめとした古い神々への回帰を宣言している。若きファラオは、カルナックのステラや祠堂、建物をはじめとした前のアマルナ時代に破損した古いモニュメントの修復を行った。ルクソール神殿では列柱の装飾が完成し、カルナックにはツタンカーメンの姿をかたどったアメン神像および、2つの新しい礼拝堂が設けられた。おそらくスメンクカーラーのものであったであろう死者の神殿の建設をも引き継いでいる。ツタンカーメンの建築活動の証拠は、ギザからヌビアにかけて確認することができる。しかし、これらの建造物のいくつかは、後にホルエムヘブによって、ツタンカーメンの名前を自分の名前に書き換えることによって簒奪されている。

#### アマルナ時代の影響
多信教信仰の復活に伴い、アテンは神の一柱に戻った。ツタンカーメンの棺厨子と黄金の玉座にはアテンが描写されているが、これは彼が多神教信仰に戻す宣言以前の制作だと推定される。他に、多神教復活後も、ツタンカーメンはアテン信仰を捨てられなかったとの説もある。

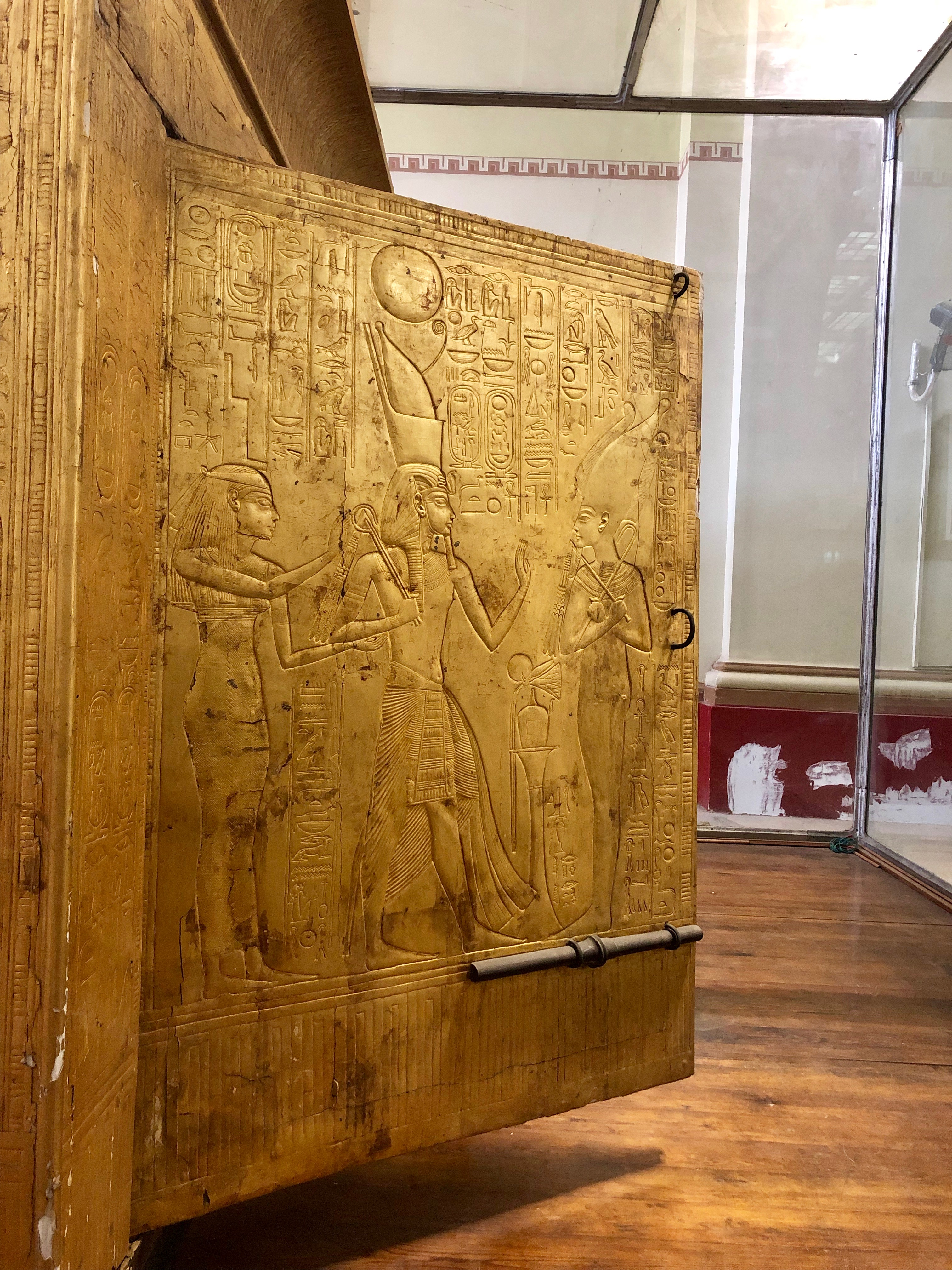
ツタンカーメンの厨子。頭上に日輪としてのアテンが描かれている。なお、「妻・子女」節での画像の椅子にもアテンが描かれている。

#### マネトの王名記載
プトレマイオス朝の神官マネトは、彼が書いた『エジプト史』の中で、Orus,Amenophis, Rathotis, Harmaisという王について言及している。マネトの記述と考古学的推定との対応は以下の表のとおりである。
| 名前（マネト） | 名前（推定）                    | 治世（マネト） | 治世（考古学的推定） |
| -------------- | ------------------------------- | -------------- | -------------------- |
| Orus           | アメンホテプ3世                 | 36年5か月      | 37年                 |
| Amenophis      | アクエンアテン+スメンクカーラー | 19年           | 17年+3年             |
| Rathotis       | ツタンカーメン                  | 9年            | 9年                  |
| Harmais        | アイ                            | 4年1か月       | 4年                  |

以上の通りの対応があることが確認できるが、アマルナ時代のファラオはマネトの記述の中心的存在であるにもかかわらず、マネトが指しているどの名前がどのファラオと一致するかは研究者の間でも意見が分かれている。なお、アクエンアテン治世末期からツタンカーメンまでの間に、スメンクカーラー及び、アクエンアテンの王妃ネフェルティティであると推測されているネフェルネフェルウアテンという王位名を持つ支配者がいたとされる。

## 遺伝分析

### 疾患群

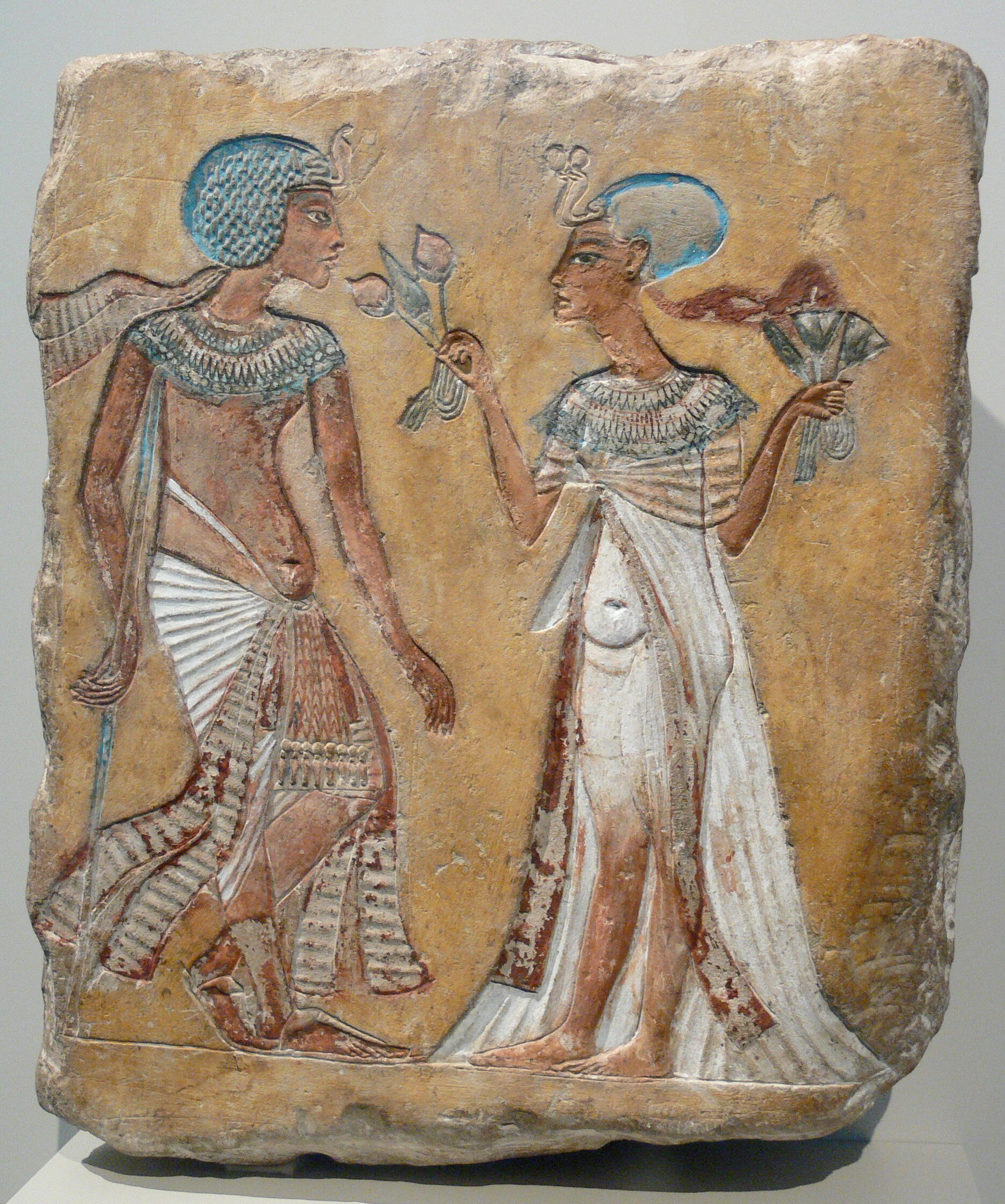
通称「庭園での散策（独:Spaziergang im Garten）」という名のレリーフ。杖をついたツタンカーメンとアンケセナーメンが描かれているとされる。石灰岩製、ベルリン新博物館蔵。

ツタンカーメンは多くの疾患に苦しんでいた可能性が示唆されている。彼の大きな前歯は、彼が属していた第18王朝の特徴である被蓋咬合を起こしていた。彼の墓から発見された衣服、特に下着とベルトの寸法から考えると、彼はウエストが狭く、腰が丸かったことがわかる。美術品に描かれた彼の姿と早逝の両方を説明しようと、様々な説が唱えられている。
また、曾祖父のトトメス4世と父のアクエンアテンが宗教にのめり込み、そして早逝したことを説明するために、彼が遺伝性の側頭葉てんかんを患っていた可能性も指摘されている。さらに、2005年1月のミイラのCTスキャンによると、ツタンカーメンには軽度の脊柱管狭窄症および脊柱側弯症を持っていたことがわかった。さらに、2010年の調査では、ツタンカーメンと父アクエンアテンや、曾祖母ムテムウィヤなどの近親者にさらなる骨疾患が発見された。また、スキャンの結果、彼の右足は第2ケーラー病を起こしていたことがわかった。このために、ツタンカーメンは杖を使って歩くことを余儀なくされたと考えられており、実際に、副葬品の130本もの杖は全て実際に使用されていたと思われる磨り減った跡が確認される。

### その他
2005年にエジプト考古最高評議会と『ナショナル・ジオグラフィック』によって、ツタンカーメンの顔の復元が試みられた。エジプトとフランスのチームは復元対象がツタンカーメンであることを知っていたが、アメリカ合衆国のチームは知らされなかった。しかし驚くべきことに、どちらも非常に似通った結果を出したという。

## 墓

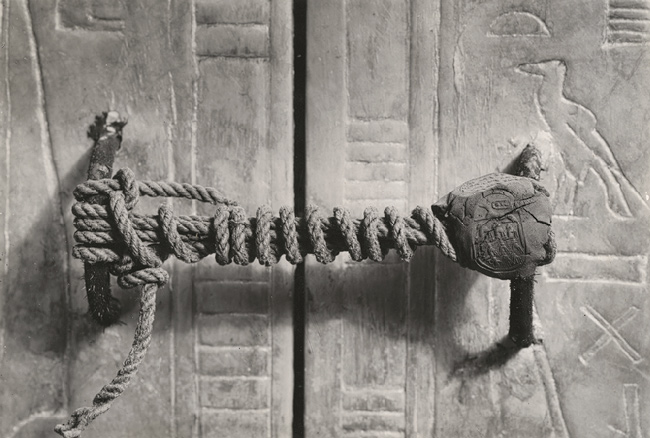
破られていない状態の墓の封印（1922年撮影）

現在のルクソール近郊に位置する、王家の谷にあるツタンカーメンの墓（エジプト学では「KV62」）は、ラムセス6世の墓建設のための作業小屋跡の下という、非常に見つけにくいような場所にあったため、盗掘や墓の整理を受けずに済んだ。盗掘を受けなかった他の理由として、ツタンカーメンの前の王であるアクエンアテンからアイまでの王が「異端」として歴史から抹消されたので、人々の記憶から消えていたことも影響している。
1922年11月4日に墓へつながる階段が発見された。発掘作業員の取りまとめ役だった祖父とともに現場へ通っていたエジプト人少年フセイン・アブドルラスール（当時12歳）が、水甕を載せていたロバがつまづいてしまって甕が壊れて水がこぼれ、地下墓地への階段が露わになった。

11月26日にカーターはカーナヴォン伯ジョージ・ハーバートとその子女イヴリン、および多くの人々の前で墓を開封した。
なお、墓はツタンカーメンが埋葬されてから数年のうちに2度の盗掘を受け、その度に封印されているが、被害は軽微であった。カーターはアブドルラスール少年を讃えて、埋葬品のネックレスをかけた写真も記録に残されている。

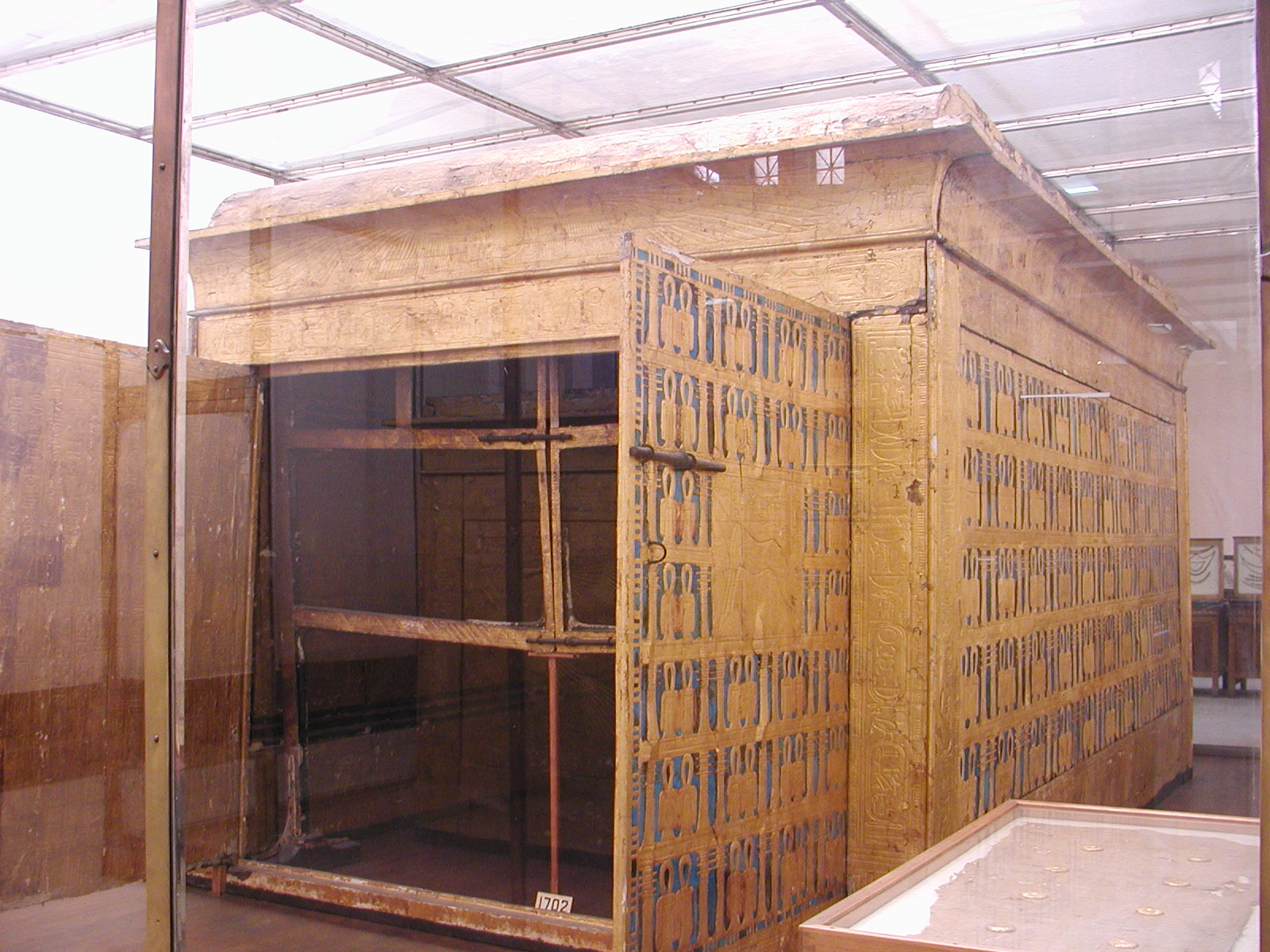
王の棺を囲んでいた一番外側の厨子（カイロ博物館蔵）

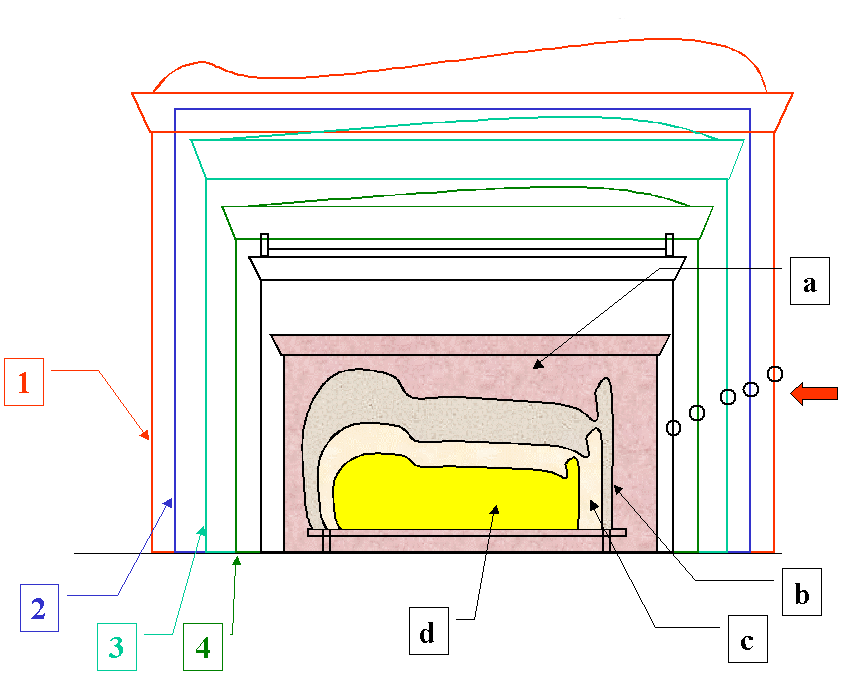
ツタンカーメンの厨子の構造（上の写真は1に当たる）

二度の盗掘では、王の入れ子になった一番外側にある棺を囲む厨子に通じる封印は解かれていたが、内側の2つの厨子はそのまま封印されたままだった。その後は再封印され、2000年以上もの悠久の時の間、ツタンカーメンは眠っていた。墓はその小ささや完成後に2度の盗掘を受けたことに加え、大変急いで完成させたことから非常に副葬品が密集していた。そのため、出土品に一つずつ番号をつけていくようなカーターの緻密な記録方式もあり、空になるまでに10年を要した。墓の副葬品は全てカイロ博物館に運ばれた。

### 王墓の本来の所有者
吉成薫は、ツタンカーメン王墓が、本来は宰相アイのために用意されていたもので、副葬品の中にも、アイのために準備されたものがある示唆する。河合望は、ツタンカーメン墓が第18王朝の典型形でない点から、死亡時点で王墓が完成していなかったため、貴族の墓を転用したと述べる。

## ミイラ

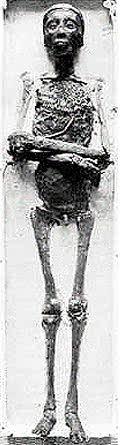
ツタンカーメンのミイラ

ツタンカーメンのミイラは防腐処理の際の樹脂が化学反応によって変質してしまったため、保存状態はかなり劣悪であった。ミイラ化の時の樹脂や軟膏の過度な使用は、ツタンカーメンの遺体に悪影響を及ぼし、結局そのミイラ化は失敗に近い形に終わってしまったのである。
ツタンカーメンの体は包帯が巻かれていたが、その中に大量の護符が織り込まれていた。首は、多数の真珠の首飾りと20個もの黄金の護符で守られるとともに、翼を広げたホルスを表した大きな喉当てがついていた。胸の上には5個の胸飾り、これとは別に首飾りと、調査したミイラの専門家が「ツタンカーメンの宝石類をすべて数え上げて説明するにはとても紙幅が足りない」と評しているほど、きわめて多くの装飾品がミイラの中に織り込まれていた。そのなかには、新王国以前では極めて珍しい、錆の見られない鉄剣も含まれる。
ミイラは現在、王家の谷のツタンカーメン王墓内でプレクシグラス（軽く透明な合成樹脂）製の展示ケースの中で展示・保存されている。以前は王墓内の石棺及び第一人型棺内にて保存されていたが、2005年1月にCTスキャン撮影などによってミイラの調査が行われた際、ミイラの保存状態は極めて劣悪になっており、棺内での保存ではミイラの状態維持が出来ないと結論付けられたため、棺からプレクシグラス製ケースの中に移された。保存状態が比較的良い顔と足先の部分を覆っていた布は取り外された状態で展示されている。

## 死因
ツタンカーメンの死因は現存する記録がなく、また彼の有名性もあり、死因は長らく論争の的となっている。20世紀までは、ミイラの頭部についていた傷やいくつかの骨の裂傷などを根拠に、暗殺説が有力であった。しかし、ハワスを含む多くのエジプト学者は、死因は先天的な虚弱性疾患に加え、何らかの原因で落下したことによる脚の骨折、および重度のマラリア感染症を含む、複数の病気の併発による体の弱体化が重なった結果である可能性が高いと結論付けており、2010年以降の定説となっている。実際に、悪性のマラリアを引き起こす寄生虫である、熱帯熱マラリア原虫の痕跡が、ミイラより発見されている。以下に歴史的な説から、2020年代に至るまで挙げられている説を可能な限り記す。

### マラリア感染
ミイラからは、マラリア原虫の痕跡が検出されている。マラリアは熱帯・亜熱帯気候ではよくみられる病気であり、ツタンカーメンもある程度免疫を持っていた可能性があるため、感染はしなかったのではないかという説があったが、ハワスは、アクエンアテンと「若い方の淑女」の婚姻を含む第18王朝に多くみられる近親婚が、ツタンカーメンに生存の上で不利な障害を持った遺伝子が多く受け継がれ、その結果、マラリアに感染する可能性はあると述べる。

### 暗殺説
ツタンカーメンの死因として、暗殺説がしばしばあげられる。
1968年のX線調査にて、頭蓋骨内部に2つの骨片が見つかり、頭蓋下部が非常に薄くなっていることから、後頭部に強い打撃を受けたのではないかとされた。しかし、2005年のCT調査にて、もし死の前に骨片があったなら脳とともに処理されているはずであること、骨片が樹脂の中に埋まっていたことなどから、骨片はミイラ作りの際に脳をかきだすために開けられた穴から落ちたものと結論付けられ、頭部打撃による暗殺説は否定された。同時に、左足の大腿骨や右膝頭と右下腿の骨折も見つかったが、後に骨が癒合した様子が見られ、生命に及ぼす程の怪我ではないと判明した。
心理学者でエジプト学者のボブ・ブライアーは、どうしても王になりたかったアイが、将軍ホルエムヘブの力を借りてツタンカーメンを殺害したという説を唱えた。同じく頭蓋のX線写真に着目し、上記の説とは別に、頭蓋骨内部の脳出血の痕跡があると考えた。X線に写った影は出血による影響で硬化した筋組織で、その出血原因が頭部に受けた打撃によるものだと考えるならば、王は襲撃の後数週間は生きていただろうと推測した。

### 事故説
若い王は、胸壁の前部と肋骨が欠損していることなどから、圧迫された傷のパターンから、事故が主な原因として死亡したのではないかとも言われている。
慈善家でアマチュアエジプト学者のベンソン・ハラーは、科学的なアプローチではなく、王族の中ではツタンカーメンのミイラにのみみられる、胸の上ではなく下腹部で腕を組んでいる特徴的な納棺の仕方に注目し、死因を類推した。彼によると、ツタンカーメンのミイラには不自然な点が多いという。
1. 心臓がない。心臓はその持ち主の治世と人格の要であると考えられており、また、楽園（アアル）に行くための死後の審判を受けるために重要な臓器であるため、普通はミイラの中に必ず残されるものである。それがないということは生前に事故などによって失ったのであると主張する。
2. 臓器を取りだすために下腹部に開けた傷跡が不自然。普通は、体の左側に腰から下腹部まで伸びるかなり長い傷をつけるが、ツタンカーメンの場合、他の例より傷が短く、へそから尻までである。
3. 横隔膜には傷がついていないように見える。肺を除去する際、横隔膜を切開するので傷がついているはずである。
4. 胸部の欠損の程度が異常である。折れた骨はカーターらによるものだとしても、きれいに切断されたものは古代につけられたものだろうとする。

以上により、胸部の傷が命取りであったと結論づけている。
傷を負った原因として、戦車事故と、カバに襲われたという二つの説が存在する。

#### 戦車事故説
解剖学者ロバート・コノリーは、独自に1968年に行われたX線写真を調べなおし、事故死だと結論づけた。彼もまた、心臓が欠けているのは事故による損傷と、死後に納棺師が、ツタンカーメンの心臓を取り出しやすいようにつけたものとみた。心臓がなくなっている原因として、ツタンカーメンは故郷から遠く離れたところで何らかの事故によって死亡したため、炎天下に置かれた遺体は数日ですぐに腐り始めたことより、悪臭を放つ心臓を取り除きたいと考えたからではないかと推測している。
しかし、もし落下したツタンカーメンが戦車から落下、あるいは衝突したとすれば、胸や骨盤だけでなく腕、足、首、背中なども折れた可能性があるが、そのようなものは見つかっていないという反論がある。たとえ馬に胸を蹴られたとしても、もっと傷は局所的になる可能性があるとする。

#### カバによる襲撃説
アフリカではワニに次ぐ危険な動物であるカバに襲撃されたとする説もある。新王国時代には、ファラオがカバ狩りをした事実が確認されている。マネトによると、メネス王はカバによって殺されたと伝わっているほど、これは古くから知られている事実であった。カバ狩りでなくても、普通に沼地で狩りをしている時に、舟上から襲われた可能性もある。しかし、他のエジプト学者や、他分野の専門家はこの説に対し慎重な立場を取っている。ケニアの野生動物の専門家、エルスタス・カンガは、カバ説はありえないことではないとした上で、「もしカバに踏まれたとしたら人間の胸は確実につぶれる上に、かみつかれたら被害者のはらわたは抉り出されるであろう」と述べている。

#### 事故説に対する反論
しかし、肋骨の欠損は、死亡時の傷によるものとは考えにくいとする説もある。1926年のカーターの発掘終了時に撮影された写真を見ると、王の胸壁は無傷で、鷹の頭の端子が付いたビーズの首輪をつけていた。しかし、1968年のX線写真では首輪と胸壁の両方がないことが確認できた。フォーベスらの研究によると、ミイラの胸骨や鎖骨の欠損や目の傷は、1926年から1968年の間に非公式かつ秘密裡にミイラの"解体"が行われたことを強く示しているという。この出来事はさらに、1939年から1945年にかけての第二次世界大戦中で、王家の谷の警備が厳しくない時に行われたとされる。このようなミイラの"解体"は、ハワード・カーターが意図的にミイラに残したいくらかの宝石目当てであった可能性がある。そのような宝石はミイラの体からは容易には切り離せないので、犯人はのこぎりを持参した可能性があり、その時にミイラに傷を負わせた可能性があるとする。フォーベスらは、もしこのシナリオが正しければ、ミイラに肋骨がないことはツタンカーメンの死因とは全く関係がないと結論付けている。

### 鎌状赤血球症説
ドイツ・ハンブルグのベルンハルト・ノヒト熱帯医学研究所の科学者であるティムマンとマイヤーはマラリア説に対し疑問を持ち、ツタンカーメンは鎌状赤血球症による貧血で死亡したのではないかと考えている。しかしながら、鎌状赤血球症の人物はマラリアにはかかりにくいので、もしツタンカーメンが鎌状赤血球症であった場合マラリアとの同時併発は起きにくいため、死因の決定要因にはならない。

## 後継者
ツタンカーメンとアンケセナーメンとの間に産まれた女子2人（317aと317b）は、共に死産だったため、アイがツタンカーメンの後を継ぎ、ファラオとして即位する。しかしアイも高齢であったため、在位わずか4年で没してしまう。ホルエムヘブが即位するが、彼もまた子がいなかったため王位はホルエムヘブの将軍であり、宰相でもあったパラムセスに移る。パラムセスは即位し名前をラメセス1世と改め、エジプト第19王朝となる。
そのためツタンカーメン死後、王妃アンケセナーメンが、長年戦闘を交えてきたヒッタイトより、王を迎えようとした書簡が存在する。

### 異国よりの王
ヒッタイトの史料によると、とある時、エジプトで王が死に、未亡人となった王妃ダハムンズはヒッタイト王シュッピルリウマ1世に書簡を送り、王子の一人をエジプト王として迎え入れたいと申し出たとのことである。この書簡を送った人物がアンケセナーメンであると考える説があるが、ネフェルティティではないかと、ダハムンズは主張している。以下に、王妃ダハムンズをアンケセナーメンとする説に従って記述する。
これに対して、シュッピルリウマ1世の息子ムルシリ2世が以下のような記録を残している。
シュッピルリウマ1世は、息子である王子ザンナンザをエジプトに送ったが、王子はツタンカーメンの死後70日を過ぎてもエジプトに到着せず、このとき王子は、既に何者かによって暗殺されていた。暗殺を命じた人物は諸説あるが、王子には護衛が付いているため、盗賊に殺されるとは考えにくく、軍隊を動かすことのできる人物だろう点から、アイかホルエムヘブ説が出て来るが、吉村やハワスは、ホルエムヘブだとする。
アイは長期にわたり王家に使え続けた忠臣であるだけでなく、王家の遠縁にあたる人物である。吉村(1984)によると、彼は性格が穏やかであったと言われており、ツタンカーメン死後も葬儀を司るなどの権力と影響力を持っていた。王妃にすぎないアンケセナーメンがアイに知られずに密かに書簡を送るなどのことはできなかったはずであり、彼女は高い確率でアイにこのことを相談した可能性がある。さらにこの時、ホルエムヘブは王位を狙っていたともいわれ、そこに賢明だったアイが気付かないはずはなく、彼はエジプトの血筋を守りたかったと考えられるため、アンケセナーメンを助ける方向に動いた可能性が高い。よって、アイが暗殺するとはきわめて薄いと考えられる。ホルエムヘブは非常に厳格であり、野心家で目的のためなら手段を選ばず、その過激な行動のためにアクエンアテンの怒りを買ったという記録も残っている。ここから、アイとホルエムヘブの性格を考察すると、王子ザンナンザを暗殺したのはホルエムヘブであろうと、吉村は推論する。